# Katonai rendek

A Templomos lovagok zászlaja.

A katonai rendek (harcos szerzetesrendek, lovagrendek) a keresztény lovagok azon csoportjai,  melyek a középkorban a keresztes háborúk kezdetétől a keresztény hit terjesztésére vagy védelmére alakultak. Elsősorban a Szentföldön az iszlám terjedése ellen harcoltak (ugyanígy a reconquista alatt is), vagy az európai pogányok ellen léptek fel (főként a balti régióban). Ők voltak a lovagrendek elődei. Eredeti jellemzőik a vallási és katonai életmód ötvözése volt. Eredetileg katolikus rendek voltak, de a reformáció után néha protestánsok is megjelentek.
Az első rend talán 1053-ban, IX. Leó pápa kezdeményezésére jött létre a normannok ellen, amikor létrehozta a Szent Péter lovagjait (Milites Sancti Petri).
A katonai rendek legtöbb tagja laikus volt, akik a szerzetesi eszmék szerint vallási fogadalmat tettek, mint például a szegénység, a tisztaság és az engedelmesség fogadalma. 
Sok katonai rend a keresztes háborúk végén és a török előrenyomulás megállítása után elvilágiasodott és a római katolikusok rendek között csak jelképesen képviselteti magát, vagy hittérítő (missziós), illetve jótékonysági szervezetté alakul át a modern időkben.

## Fordítás
- Ez a szócikk részben vagy egészben  a   Military order című angol Wikipédia-szócikk fordításán alapul.  Az eredeti cikk szerkesztőit annak laptörténete sorolja fel. Ez a jelzés csupán a megfogalmazás eredetét és a szerzői jogokat jelzi, nem szolgál a cikkben szereplő információk forrásmegjelöléseként.